# Xylophallus
Xylophallus is een geslacht van schimmels behorend tot de familie Phallaceae. 

## Soorten
Volgens Index Fungorum heeft dit geslacht twee soorten (peildatum maart 2023), namelijk:
| Soortnaam             | Auteur(s)                                                  | Publicatiejaar |
| --------------------- | ---------------------------------------------------------- | -------------- |
| Xylophallus clavatus  | T.S. Cabral, M.P. Martín, C.R. Clement, K. Hosaka & Baseia | 2018           |
| Xylophallus xylogenus | (Mont.) E. Fisch.                                          | 1933           |